# Esquadrão de Hidroaviões da Real Força Aérea Australiana
O Esquadrão de Hidroaviões foi um esquadrão da Real Força Aérea Australiana (RAAF) no período entreguerras. Esta unidade operava hidroaviões, entre os quais se destacou o Supermarine Southampton. Juntamente com o Esquadrão de Caças, o Esquadrão de Hidroaviões era uma componente da Escola de Treino de Voo N.º 1, na Base aérea de Point Cook, em Victoria. Este esquadrão foi responsável por efectuar missões de reconhecimento aéreo na costa australiana, de treino de tripulações em hidroaviões e ainda prestava apoio à Real Marinha Australiana. Além das suas missões, realizava voos com destino a remotas partes da Austrália e mapeou a secção Darwin–Sydney do Esquema de Correio Aéreo do Império. Em Junho de 1939, o esquadrão foi extinto.

## História
Embora o primeiro registo oficial do Esquadrão de Hidroaviões esteja datado a 16 de Fevereiro de 1934, a história oficial da Real Força Aérea Australiana no período entreguerras refere que a unidade, que possuía hidroaviões Supermarine Southampton, havia iniciado a sua existência em Janeiro de 1928. Os aviões Southampton formavam o que se pode entender por uma esquadrilha, cuja missão principal era a de realizar voos de reconhecimento aéreo costeiro; além disto, também tinham aeronaves para instrução e treino de voo. O Esquadrão de Hidroaviões era um de um conjunto de duas formações aéreas criadas na Base aérea de Point Cook, em Victoria, ficando hierarquicamente dependente da Escola de Treino de Voo N.º 1, sendo a outra formação aérea o Esquadrão de Caças, que operava aviões Bristol Bulldog. A Escola de Treino de Voo N.º 1 foi a primeira unidade a ser formada pela nova Força Aérea Australiana, no dia 31 de Março de 1921 (o prefixo “Real” só seria adicionado em Agosto do mesmo ano).

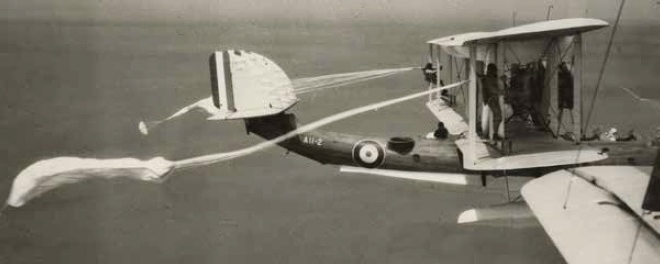
Paraquedistas da RAAF a demonstrarem uma técnica que consiste em o paraquedista ir até à asa do avião e abrir o paraquedas; a aeronave da imagem é um Supermarine Southampton

Os hidroaviões Southampton, que tinham a alcunha de “Swamptons”, eram a aeronave de maior proporção dentro do inventário da RAAF naquela época, tendo sido mesmo necessária a construção de novos hangares para poderem acomodar a aeronave quando ela chegou em Point Cook. No dia 22 de Junho, um dos hidroaviões sofreu um acidente devido a fortes ventos no rio Torrens, enquanto se dirigia para um encontro aeronáutico, perto de Adelaide, onde se iria encontrar com quatro hidroaviões Southampton da Real Força Aérea (RAF). Nas missões de cooperação naval, os Southampton eram requisitados para localizar e sinalizar embarcações inimigas em exercícios militares, por vezes também servindo como intermediário entre os navios e as outras aeronaves. Noutras missões de âmbito instrucional, eram também usados em treinos de lançamento de paraquedistas, através de uma técnica onde os paraquedistas iam até à ponta das asas, abriam os paraquedas, e acabavam por ser levados pelo vento na direcção contrária à da aeronave. No início dos anos 30, os hidroaviões também participaram em vários voos de reconhecimento e pesquisa nas florestas da Tasmânia. Entre Junho de 1935 e Fevereiro de 1936, um Southampton foi destacado para mapear a secção Darwin–Sydney da rota do Esquema de Correio Aéreo do Império; esta pesquisa levou a aeronave até à Nova Guiné e ao redor do continente australiano. O Esquadrão de Hidroaviões realizou também missões de busca e salvamento tanto com os Southampton como com os Supermarine Seagull; com este último, o esquadrão esteve envolvido na busca pelo avião comercial “Miss Hobart”, um de Havilland Express que desapareceu no Estreito de Bass no dia 19 de Outubro de 1934. Um dos Southampton foi tirado de serviço em 1937, e o outro continuou a voar até 1939.

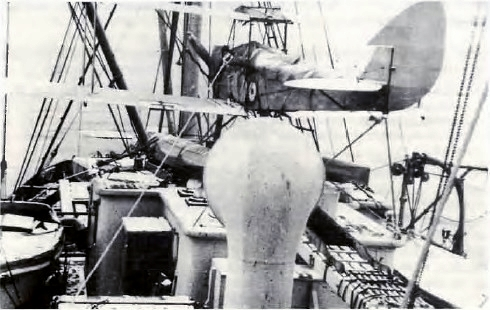
Um Gipsy Moth do esquadrão a embarcar para a Antárctida a bordo do RRS Discovery II, em Dezembro de 1935

Em Outubro de 1929, o esquadrão recebeu uma aeronave anfíbia de origem local, o Wackett Widgeon; esta aeronave caiu no mar ao largo de Point Cook no dia 6 de Janeiro de 1930, acidente no qual todos os três ocupantes faleceram. Outro design, o Wackett Warrigal, um avião de terra, foi modificado e equipado com flutuadores, e destacado para realizar serviço pelo Esquadrão de Hidroaviões em Setembro de 1932, passando por uma série de testes com o fim de descobrir se a aeronave poderia vir a ser usada em voos de treino e de patrulha; após os testes, foi considerada um sucesso no que toca ao patrulhamento aéreo, contudo o custo elevado de manutenção levou a que a aeronave fosse dispensada em Julho de 1933. Outras aeronaves operadas pelo esquadrão eram os Moth. Em Maio de 1934, um destes aviões foi pilotado até Darwin, no Território do Norte, onde foi equipado com flutuadores e realizou missões de reconhecimento e pesquisa em cooperação com o HMAS Moresby, antes de ser convertido de volta para um avião de terra e regressar a Point Cook em Julho. Em Dezembro de 1935 um de Havilland DH.60 Moth, equipado com esquis, embarcou para a Antárctida a bordo do RRS Discovery II para localizar o explorador Lincoln Ellsworth, que havia se perdido. O Esquadrão de Hidroaviões começou a operar aviões Avro Anson para cursos de navegação e exercícios ao longo do continente australiano; um destes exercícios envolveu um voo à volta do próprio continente. Um novo edifício para servir de quartel-general foi construído, no final dos anos 30, em Point Cook, como parte de uma reforma da RAAF nos edifícios de base, dada a ameaça de uma guerra eminente na Europa.
Ao longo da sua, o Esquadrão de Hidroaviões e o Esquadrão de Caças permaneceram sob a dependência hierárquica da Escola de Treino de Voo N.º 1, sem nunca ganhar qualquer autonomia operacional. O último registo histórico deste esquadrão tem a data de 30 de Junho de 1939. A unidade eventualmente tornar-se-ia no núcleo do Esquadrão N.º 10 da RAAF, formado em Point Cook no ano seguinte.